# Carnation (belgische Band)
Carnation ist eine belgische Death-Metal-Band. Sie wurde im Jahr 2013 durch den Gitarristen Jonathan Verstrepen gegründet.
Sie hatten bereits Auftritte auf dem Summer Breeze Open Air 2017 und bei Baden in Blut in Weil am Rhein.
Musikalisch folgt sie dem 1980er- und 1990er-Stil des Death Metal.

## Diskografie
- 2015: Cemetery of the Insane (EP, Final Gate Records)
- 2017: Live at Asakusa Deathfest Tokyo (EP, Rock Tribune)
- 2018: Chapel of Abhorrence (Album, Season of Mist)
- 2020: Where Death Lies (Album, Season of Mist)
- 2022: The Galaxy Sessions (Album, Eigenveröffentlichung)
- 2023: Cursed Mortality (Album, Season of Mist)